# Jaskinia między Schronami
Jaskinia między Schronami – jaskinia znajdująca się na wzniesieniu Rogożowej Skały, w miejscowości Przeginia, w województwie małopolskim, w powiecie krakowskim, w gminie Jerzmanowice-Przeginia.

## Opis jaskini
Znajduje się u północnej podstawy skały Łopatka. Jej kręty korytarz prowadzi w głąb skały i kończy się ciasną szczeliną. Początkowa część korytarza jest niska, końcowa ma wysokość człowieka. W odległości około 3 m od głównego otworu z korytarza odchodzi krótkie odgałęzienie kończące się ciasnym otworem.
Jaskinia wytworzona jest w wapieniach z jury późnej. Powstała na pęknięciu skały jako kanał krasowy, który podczas przepływu wód uległ rozszerzeniu. Świadczą o tym występujące na ścianach kotły wirowe i ospa krasowa. W niektórych miejscach znajdują się stare kalcytowe polewy z mleka wapiennego oraz czarne naloty przypominające ślady po paleniu ogniska (są to epigenetyczne nacieki krzemionkowe). Namulisko składa się z gruzu, gliny i próchnicy, a przy wejściu jest na nim duża ilości nawianych przez wiatr liści. W stropie końcowej części korytarza są korzenie i gleba.
Jaskinia ma klimat tylko częściowo uzależniony od środowiska zewnętrznego (jest w niej wilgotniej i latem chłodniej niż na zewnątrz). Oświetlona jest dziennym światłem tylko jej początkowa część, w głębi jest ciemno. Ze zwierząt obserwowano pojedyncze muchówki i pająki sieciarze jaskiniowe.

## Historia poznania i dokumentacji
Jaskinia zapewne znana jest od dawna. W literaturze prawdopodobnie po raz pierwszy opisał ją Kazimierz Kowalski jako Schronisko pod Przeginią, nie jest jednak pewne, czy o tę jaskinię chodzi, gdyż nie podał dokładnej lokalizacji, a w Rogożowej Skale jest kilka jaskiń i schronisk. Jaskinię zmierzyli Marek Kozioł i Adam Polonius w lipcu 2014 r., plan sporządził A. Polonius.

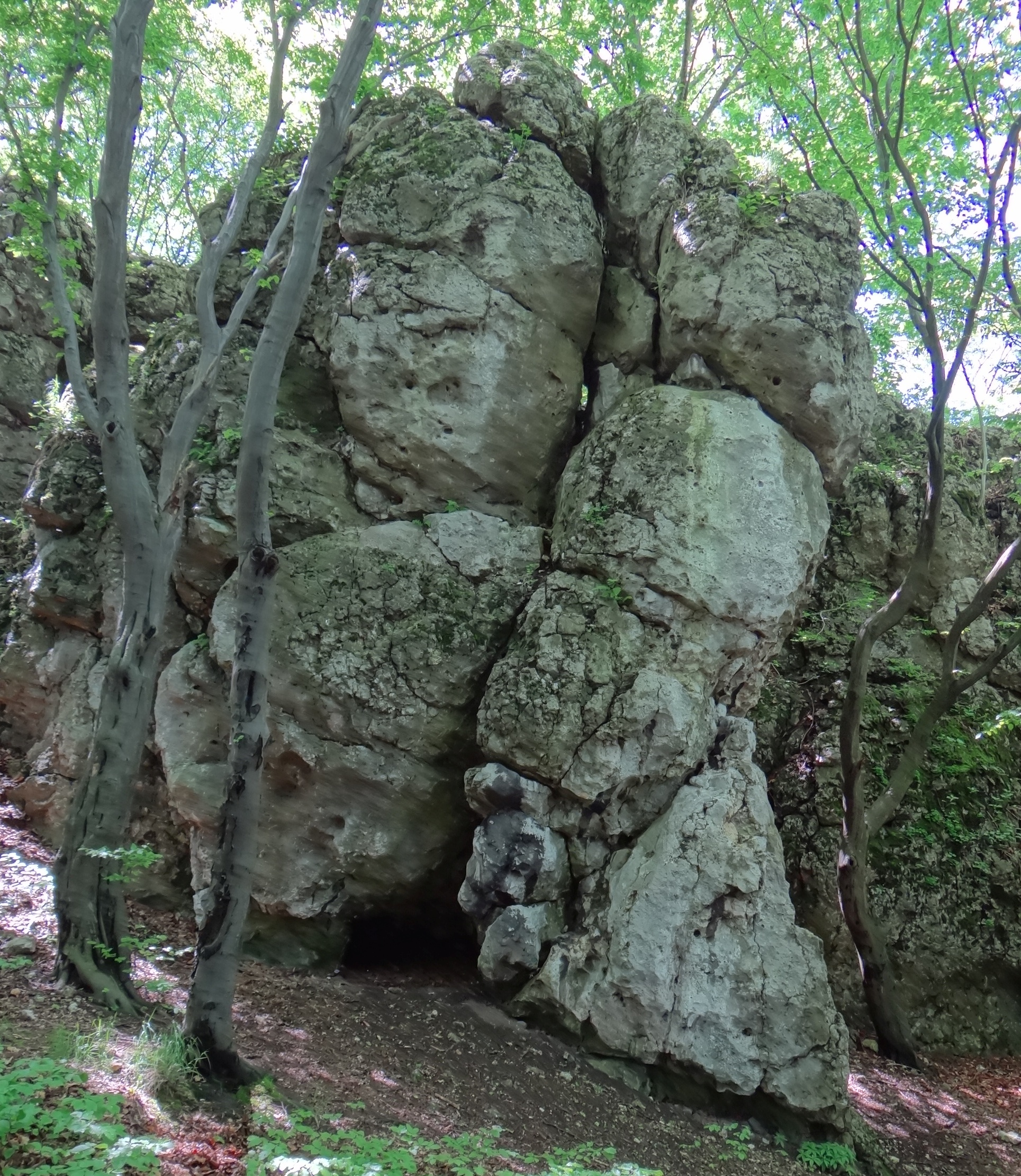
Skała Łopatka z otworem jaskini
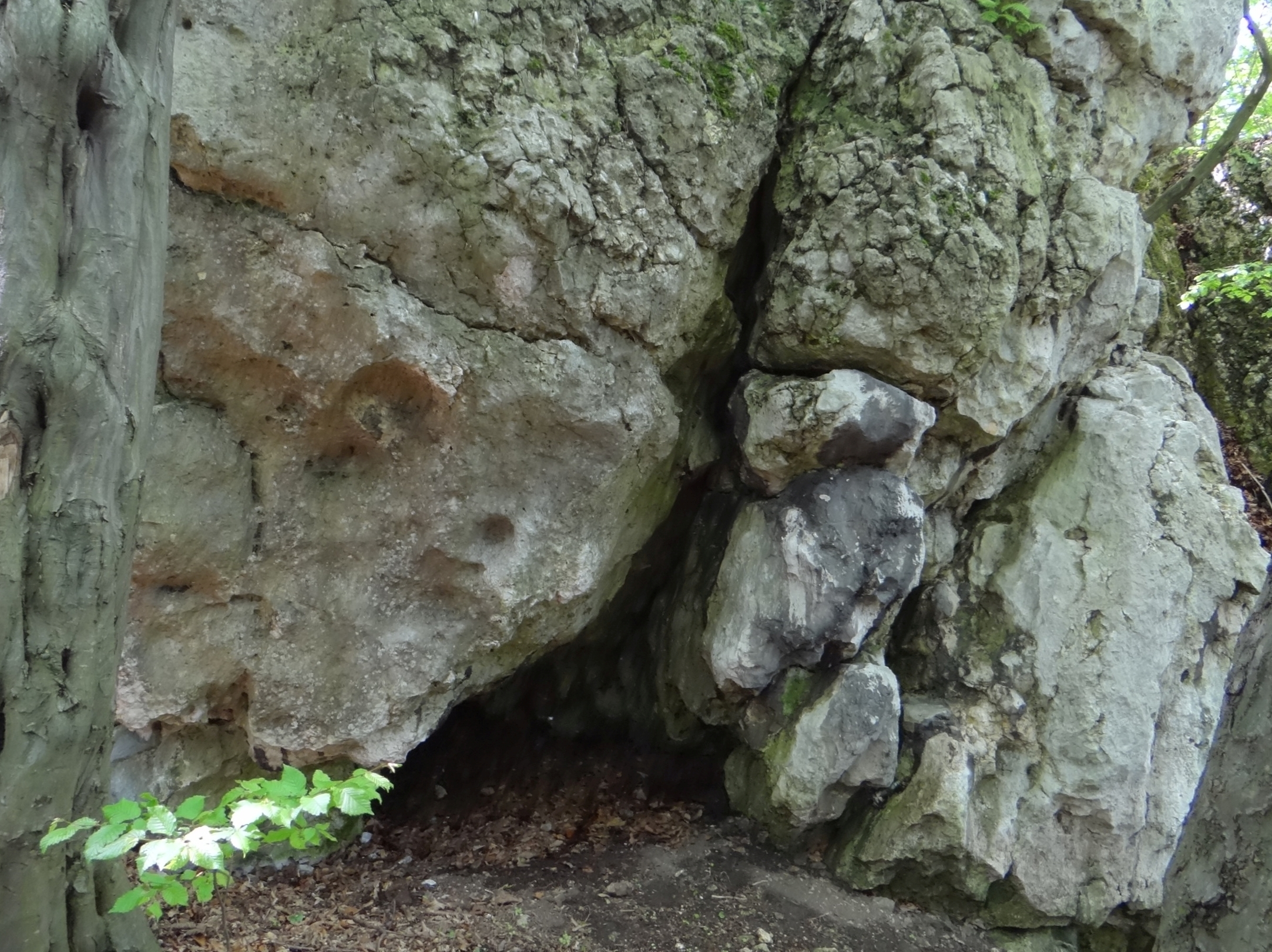
Otwór
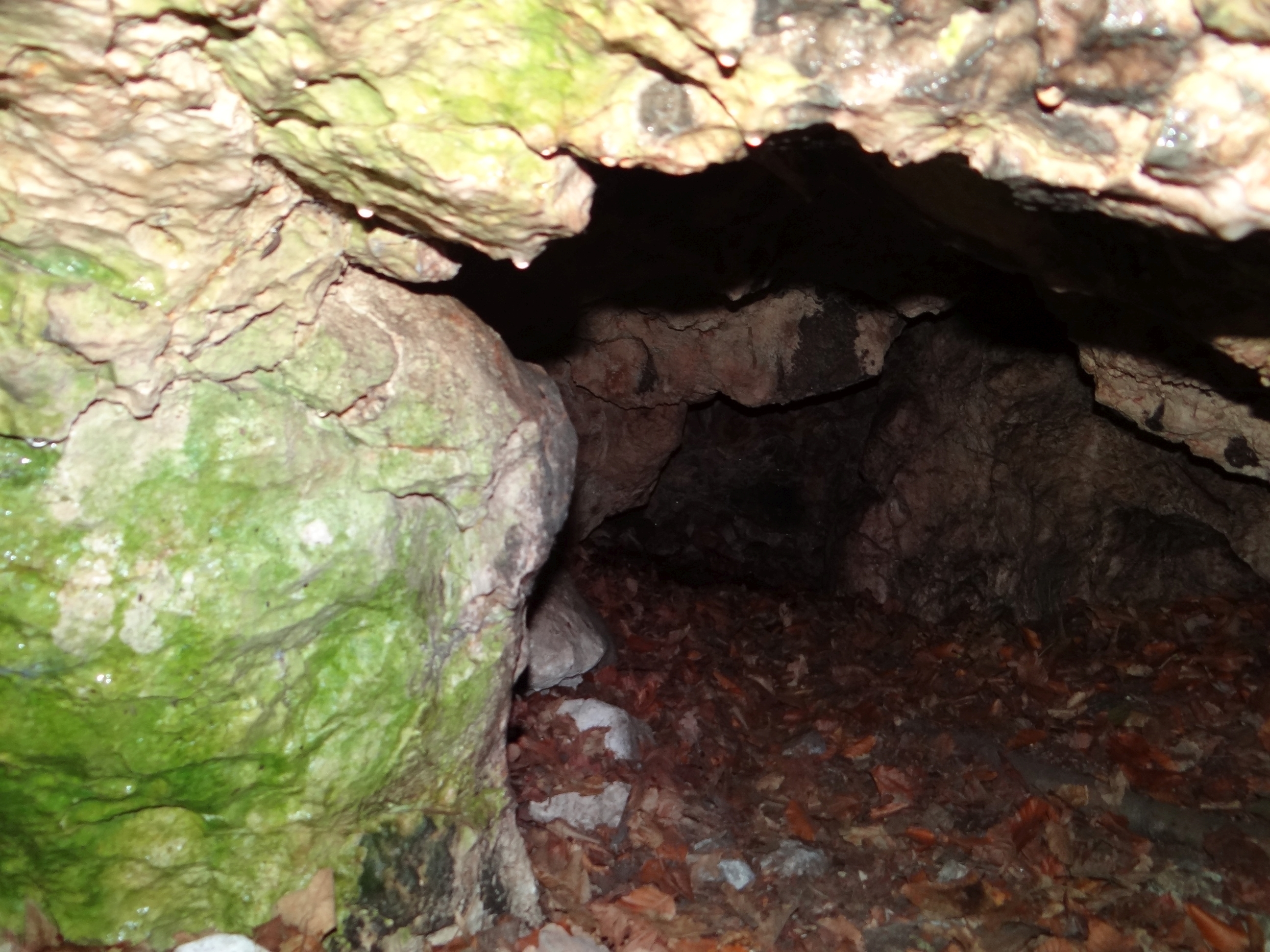
Początkowy odcinek korytarza